# Hodei Mazkiaran Uría
Hodei Mazkiaran Uría (Altsasu, Navarra, 16 de desembre de 1988) és un ciclista navarrès, que competeix en ciclisme en pista. Ha participat en els Jocs Olímpics de Londres de 2012 en la prova de velocitat individual.

## Palmarès
- 2006
  - 2n al Campionat d'Europa júnior en Velocitat
  - 3r al Campionat d'Europa júnior en Quilòmetre Contrarellotge
- 2008
  -  Campió d'Espanya de Kilòmetre
- 2011
  -  Campió d'Espanya de Kilòmetre
  -  Campió d'Espanya de Keirin
- 2013
  -  Campió d'Espanya de Kilòmetre
  - 1r a Ciutat de Mèxic en Velocitat per equips

### Resultats a laCopa del Món
- 2008-2009
  - 2n a Copenhaguen, en Keirin